# Ibn Kil·lis
Abu-l-Fàraj Yaqub ibn Yússuf (àrab: أبو الفرج يعقوب بن يوسف, Abū l-Faraj Yaʿqūb b. Yūsuf), més conegut com a Ibn Kil·lis (àrab: ابن كلس, Ibn Killis) (Bagdad, 930 - el Caire, 22 de febrer de 991) fou un important visir fatimita d'Egipte, d'origen jueu.
De jove va seguir el seu pare Yússuf quan es va establir a Ramla, i es va dedicar al comerç, però va fer un desfalc i va haver de fugir a Egipte, on va entrar al servei de l'eunuc Abu-l-Misk Kàfur (966-968, inicialment regent de l'emir ikhxídida i després emir de ple dret) i va obtenir el control de les despeses per Síria i Egipte. Es va convertir a l'islam per poder esdevenir visir (967), ja que Kafur li havia dit que per ocupar aquest càrrec s'havia de convertir; Kàfur va morir el 968 i el visir Jàfar ibn al-Furat el va fer empresonar; va ser alliberat contra un pagament en metàl·lic i va marxar a Àfrica del nord occidental on eren actius els fatimites i va entrar al servei del califa al-Muïzz (952–975) amb les forces del qual va tornar a Egipte el 969. El 973 se li va encarregar la reorganització de les finances d'Egipte i va augmentar considerablement els ingressos de l'estat. El 975 va seguir al servei del nou califa Al-Aziz (975–996), fill de l'anterior, que l'agost del 977, quan va renunciar Jàwhar as-Siqil·lí, el va nomenar visir i li va donar el títol d'al-wazir al-adjall (Visir il·lustre) l'abril del 979. El país gaudia llavors d'una notable prosperitat i el califat va arribar a la seva màxima extensió territorial.
Va estar amb pau amb els romans d'Orient, va mantenir un vassallatge nominal dels hamdànides d'Alep i va combatre els jarràhides de Palestina.
A Damasc es va instal·lar el 975 (poc abans de pujar al tron Al-Aziz) el turc Alptegin (Alptakin), vingut des de Bagdad i que va proclamar la sobirania abbàssida i no va poder ser expulsat pel califa al-Muïzz; Alptegin es va aliar als càrmates, enemics dels fatimites. Una de les primeres decisions d'al-Aziz fou enviar un exèrcit a Damasc sota la direcció del general sicilià Jàwhar al-Siqil·lí, però al cap de dos mesos de combats a la rodalia de la ciutat, el general es va haver de retirar cap a Tiberíades en arribar un exèrcit càrmata. Perseguit pels càrmates i per Alptegin, va passar a Ramla i després a Ascaló on fou assetjat i va haver de pactar; va signar un acord pel qual renunciava al territori entre Damasc i Ascaló a favor d'Alptegin, i va haver de sortir de la fortalesa amb la humiliació de passar per sota d'una espasa i una llança penjades a la porta (978). El califa va agafar personalment el comandament, va marxar contra Alptegin i el va derrotar i el va fer presoner (agost del 978), però va haver d'accedir a pagar un tribut anual als càrmates per obtenir la seva retirada. Contra el que cabia esperar el califa va agafar a Alptegin i als seus turcs al seu servei i el va omplir d'honors. Poc després Kassam (o al-Kassam) un antic terrissaire, lloctinent d'Alptegin, es va apoderar de Damasc i Ibn Kil·lís va enviar contra ell a un home de la seva confiança, Fadl ibn Salih, que va fracassar. En aquest moment l'hamdànida de la Jazira Abu-Tàghlib, expulsat del Diyar Mudar, va passar a Síria en busca de fortuna i va arribar al Hawran des d'eon esperava entrar a Damasc, en mans del rebel Kassam, i obtenir el govern de la ciutat i província com a vassall del califa fatimita; però el califa li va prohibir l'entrada a Damasc; es va dirigir llavors al sud fins a Kafr Akib al llac Tiberíades on es va entrevistar amb el general fatimita Fadl ibn Salih al qual va oferir ajut per reconquerir Damasc, i el qual li va oferir a canvi el territori de l'emir de Ramla, el jarràhida Mufàrrij ibn Dàghfal; aquest, que ja temia que Abu-Tàghlib s'apoderés dels seus territoris (sense saber res del pacte) va demanar també ajut al general. Abu-Tàghlib es va aliar amb els Banu Uqayl, enemics d'al-Djarrah, i va atacar les possessions de l'emir de Ramla però aquest va rebre l'ajut del general Fadl, i Abu-Tàghlib fou derrotat i va caure en mans de Mufàrrij que el va fer matar (979). El mateix 979 Alptegin fou enverinat suposadament pel visir Yaqub ibn Kil·lís. Acusat el visir pel califa (que va entrar en còlera al saber la mort) d'haver fet enverinar al cap turc, Ibn Kil·lís va tenir un curt període de desgràcia però aviat va recuperar la seva anterior situació.
Kasam i Mufàrrij van resistir posterior intents de ser expulsats; especialment l'expedició del 980 dirigida per Salman ibn Djafar ibn Falah. Finalment el 982 el general turc Yaltegin (Yaltakin) va derrotar Mufàrrij que va haver de fugir cap a Homs i després a Antioquia on es va posar sota protecció de l'Imperi Romà d'Orient; i poc després Kassam es va rendir i fou fet presoner i enviat al Caire (començament del 983).
El califa llavors va mirar d'utilitzar al governador hamdànida d'Homs, Bakdjur, al qual va oferir el govern de Damasc i l'ajuda de les seves tropes, si es revoltava contra el seu emir [Saad al-Dawla Abul Maali Sharif]. Bakdjur es va revoltar i va assetjar Alep (983) però l'emir fou auxiliat pel general romà d'Orient Bardes Focas, que entre les seves tropes portava a Mufàrrij; aquest estava en contacte amb Bakdjur i va advertir al rebel de l'arribada dels romans d'Orient; Bakdjur llavors va fugir i sense aturar-se a Homs (que fou ocupada per Bardes Focas) es va dirigir a la frontera amb el territori fatimita. El califa va complir la seva promesa i li va donar el govern de Damasc on se li va reunir Mufàrrij. Badjkur era un dels enemics d'Ibn Kil·lís, perquè havia matat a l'intendent de béns nomenat pel visir per a la regió de Damasc. Ibn Kil·lís es malfiava dels dos homes, Badjkur i Mufàrrij, i va fer diversos intents d'eliminar a Bakdjur; finalment, enfrontat Bakdjur al califa, un exèrcit fatimita va ocupar Damasc el 988. Bakjur va fugir a Rakka on l'emir hamdànida el va nomenar governador.
Ibn Kil·lís va tenir un segon període de desgràcia, el 984 quan fou empresonat i els seus béns confiscats potser a causa d'una fam que aquest any va afectar el país, però va recuperar el favor del califa al cap de poc (dos mesos), amb restitució dels seus béns i honors
Yakub ibn Kil·lís va donar suport al califa en algunes decisions: prohibició d'acceptar suborns, vigilància rigorosa de les finances amb prohibició de pagar res sense orde escrita, i assignació d'un sou als seus soldats i al personal de palau. El visir rebia un pagament de 100.000 diners i portava una vida de luxe (en la qual el califa participava, ja que també era amant de les coses bones). Va portar un ritme de vida esplendid i de màxim luxe, protegint a savis, juristes, metges, literats i poetes.
Va morir en el càrrec de visir el 991. Després de la mort d'Ibn Kil·lís, Mufàrrij i Bakdjur van obtenir el perdó del califa.